# Caselani
Caselani (nom complet : Caselani Automobili) est un carrossier italien basé à Sospiro dans la province de Crémone en Lombardie, qui propose notamment des kits de modification de véhicules utilitaires contemporain de la marque Citroën dans un style néo-rétro. Initialement, avec sa marque Blu Nautica, Caselani est une société nautique spécialisée dans la fibre de verre pour les bateaux de luxe avec Riva parmi ses prestigieux clients. Avec son autre marque, Blu Park - Rimessaggio (Blu Park - Rangement), l'entreprise produit également des éléments de rangement pour les camping-cars, les caravanes et les bateaux. La maîtrise des matériaux composites, des moules et des prototypes a progressivement conduit Caselani à se rapprocher du secteur automobile.

## Histoire

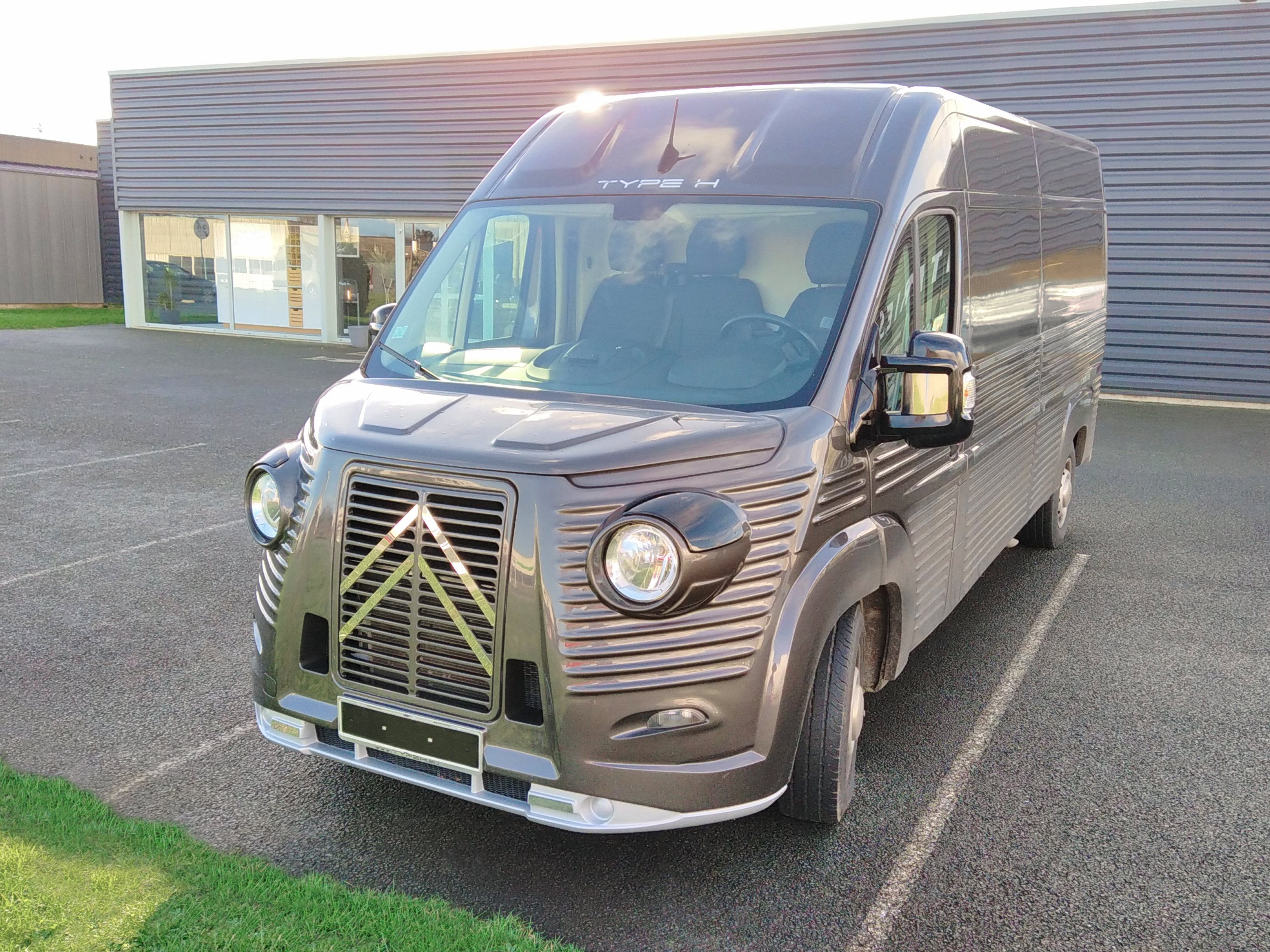
Un Citroën Jumper (ou Peugeot Boxer, ou encore Fiat Ducato) habillé d’un kit de carrosserie par Caselani pour le transformer en Citroën Type H Néo-rétro.

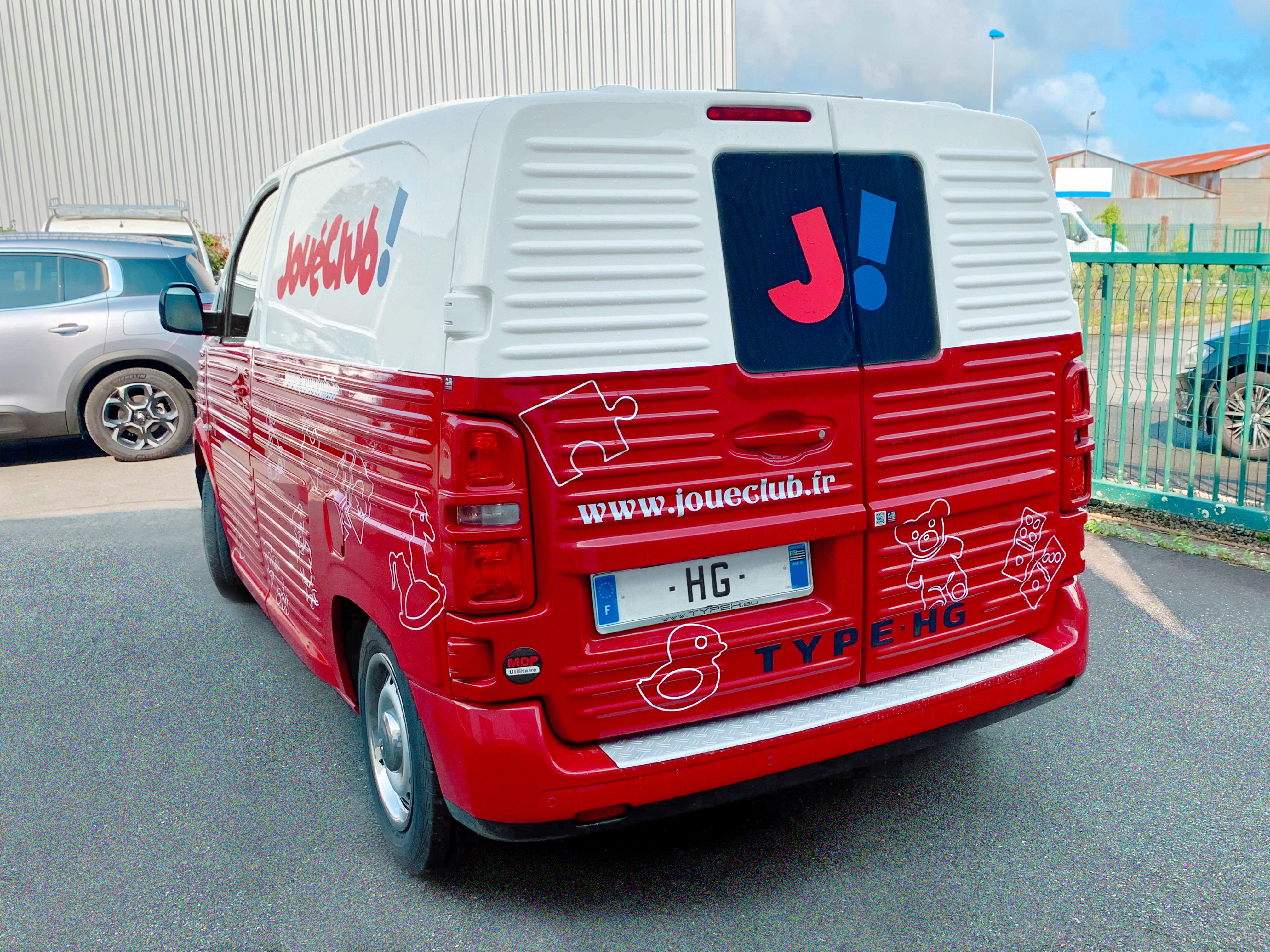
Arrière du Citroën Spacetourer Type HG aux couleurs de JouéClub.

Marié et père de trois filles, Fabrizio Caselani voyage souvent à travers l'Europe avec son Citroën HY de 1970 en lequel il a confiance pour leurs longs trajets. Il conçoit alors l'idée d'avoir un véhicule aux normes de sécurité modernes à utiliser avec sa famille, sans pour autant renoncer à la ligne du modèle ancien, un de ses véhicules préférés.
Le relooking d'un Citroën Jumper nait en 2017, à l’occasion du 70e anniversaire du Type H. Fabrizio Caselani, fondateur de Caselani Automobili, passionné et collectionneur de véhicules Citroën, s'associe avec le designer David Obendorfer, qui a officié auparavant au sein de studios spécialisés dans le design pour le yachting et l'automobile : il a notamment fait revivre en 2013, déjà dans un style néo-rétro, une des Fiat les plus emblématiques des années 1970/80, la Fiat 127. Ils sont tous les deux fascinés et influencés par l’italien Flaminio Bertoni, le designer des plus prestigieuses voitures de la marque Citroën : la Traction Avant, la 2CV, la DS et l’Ami 6. Afin de lui rendre hommage et de perpétuer le savoir faire italien, les deux associés travaillent pendant plus d’un an pour concevoir un kit de transformation unique en son genre. Les deux associés obtiennent alors la licence de la part de Citroën pour produire 200 exemplaires.
Ainsi, depuis 2017, Caselani propose des kits pour modifier un Citroën Jumper afin de lui donner une apparence du Citroën Type H. La société Caselani effectue elle-même la transformation de carrosserie sur des véhicules neufs au sein de ses propres ateliers. Le délai pour le montage est d’environ deux mois, à ajouter aux quatre mois réclamés pour la fabrication d’un Jumper neuf. Il est également possible pour un particulier ou une entreprise d'apporter son propre utilitaire Citroën neuf et de faire monter le kit par Caselani en Italie. Cependant, il n'est pas possible de commander un kit carrosserie et de le monter soit-même car il y a un changement de nom de carrosserie qui doit être fait pour la carte grise. Ainsi, on passe officiellement d'un véhicule Citroën français à un Caselani italien. Les panneaux en fibre de verre sont collés directement sur la carrosserie d'origine en tôle, sauf pour la partie avant qui est entièrement changée avec trois pièces importantes : la face avant proprement dite, la calandre et le petit capot moteur. De plus, le client a la possibilité de choisir une multitude de couleurs pour personnaliser son véhicule à volonté.
En février 2018, un kit HG est proposé afin de modifier le Jumpy et le Spacetourer (les deux lettres étant liées respectivement au Type H et Type G).
Ainsi, depuis 2017, Caselani propose des kits pour modifier un Citroën Jumper afin de lui donner une apparence du Citroën Type H. En février 2018, un kit HG est proposé afin de modifier le Jumpy et le Spacetourer (les deux lettres étant liés respectivement au Type H et Type G).
À partir de janvier 2023, le Citroën Berlingo peut être transformé en 2CV Fourgonnette type AU des années 1950 réinterprétée. Il reprend le style tôle ondulée sur les flancs, à l’arrière et sur le toit. Tous les composants du kit carroserie sont assemblés à la main dans les ateliers de Caselani à Sospiro, dans le nord de l’Italie. Pour ce projet, Caselani a fait équipe avec les designers de chez Citroën. Tout le processus reste artisanal, du laminage des éléments de carrosserie en fibre de verre à la peinture finale.
Les différents kits sont composés d’éléments extérieurs de carrosserie et d’accessoires : panneaux en PRV (Polyester Renforcé de fibre de Verre), phares ronds, câblages électrique, grille de radiateur, double chevron, accessoires peints ou chromés et éléments de fixations. Les panneaux sont directement collés sur la carrosserie du fourgon, sur les côtés et à l’arrière (et sur le toit selon les modèles). Seul l’avant est en partie démonté et remplacé par une face spécifique qui fait toute l’identité du Type H ou de la 2CV.
Caselani propose différentes adaptations pour les usages personnels ou professionnels, selon le modèle choisi dans la gamme Jumper : tollé ou vitré, gabarit compact (L1H1 – 4,96 m) ou long (L4H2 – 6,36 m). Des déclinaisons sont également proposées en version food truck, camping-car ou encore dépanneuse. Huit couleurs de bases ont été définies pour rappeler l’esprit rétro du Type H.
En 2024, Caselani s’attaque au mini modèle électrique des Chevrons, la Citroën Ami, rebaptisée pour l'occasion Type Ami. Ce quadricycle recarrossé joue la carte de la nostalgie tout comme la Fiat Topolino. Du 19 au 20 octobre 2024, deux prototypes de l'Ami Caselani aux « couleurs flashy » sont présents en avant-première aux abords du circuit de Spa-Francrochamps en Belgique en marge des 24 Heures 2CV (une épreuve d’endurance regroupant 118 équipages engagés sur des 2CV mais aussi des Citroën C1) : l’une bleue et l’autre orange. La petite voiture de série a bien changé puisqu'elle est recouverte de panneaux de carrosserie inspirés du HY de 1948. Comme sur les utilitaires retouchés par le carrossier italien, on retrouve à l’avant les projecteurs circulaires, les chevrons proéminents et le célèbre « nez de cochon » qui rappellent le fourgon de la fin des années 1940. Les jantes tôlées, la forme des petits rétroviseurs ronds, les petits phares arrière et les fausses séparations de vitres latérales, façon 2 CV, terminent de rendre cette Ami vraiment spéciale.

Les Citroën Jumper, Peugeot Boxer et Fiat Ducato déguisés en Type H
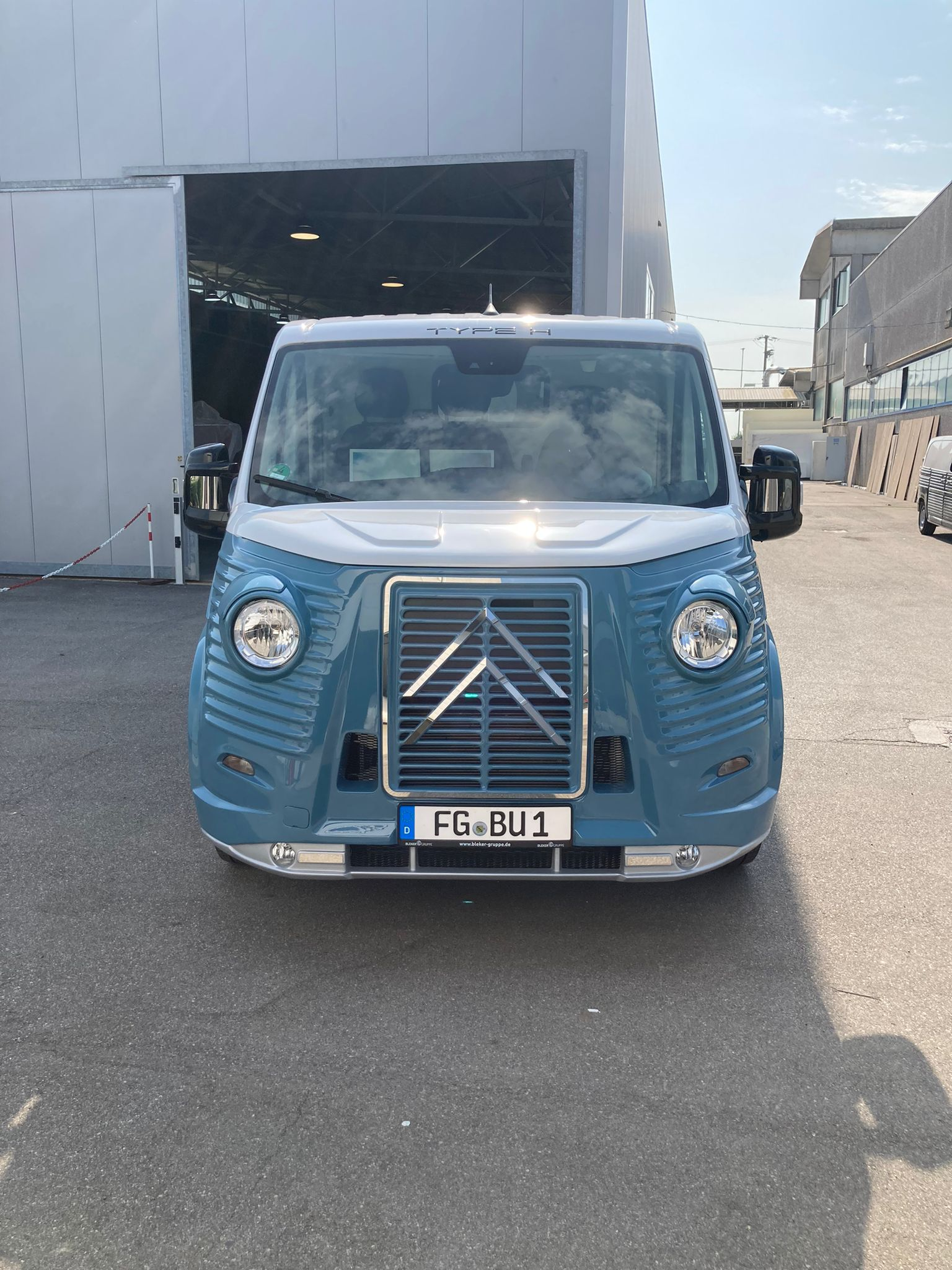
Le 44e exemplaire …
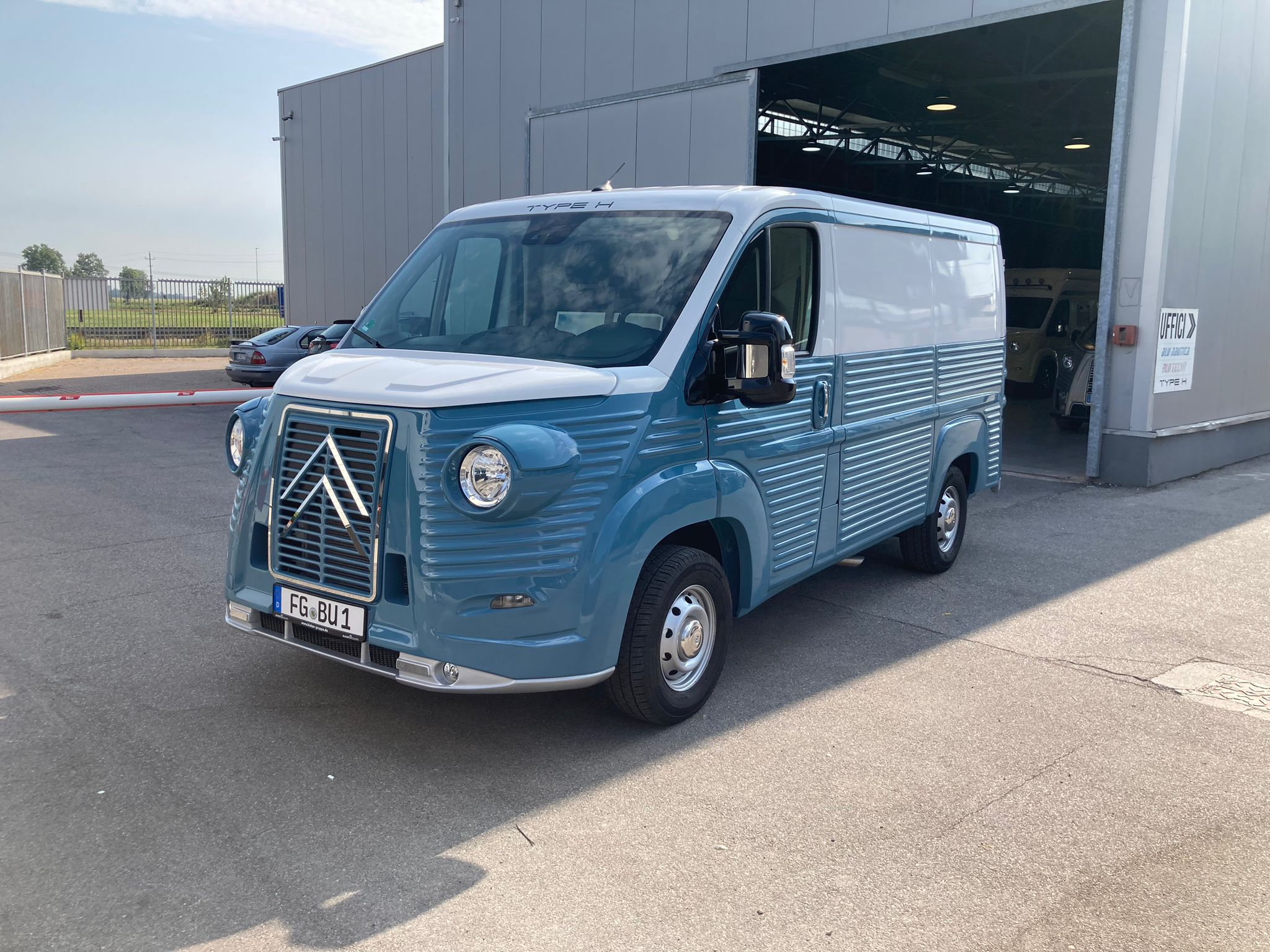
… (d'une série limitée de 70) …
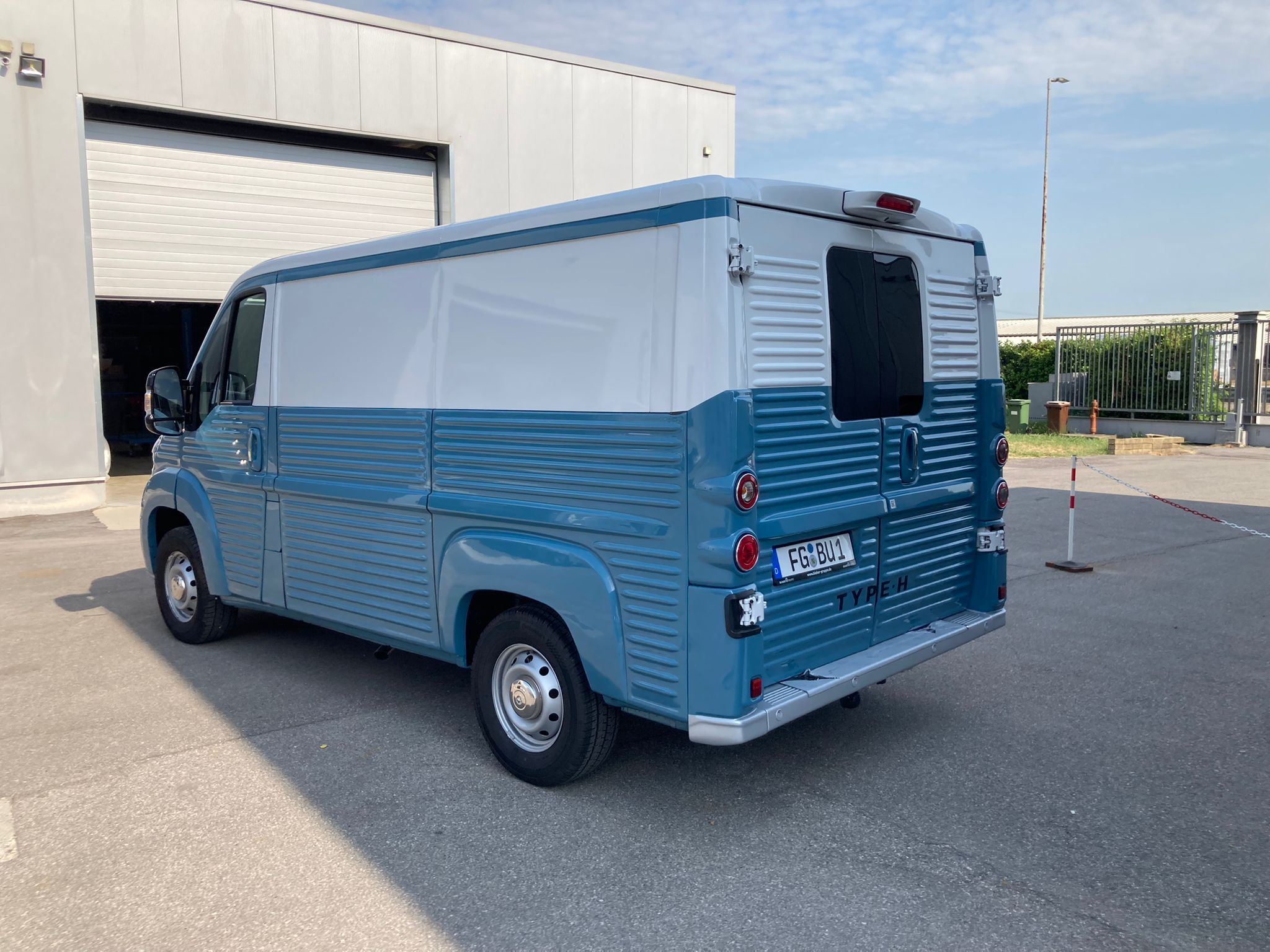
… d'un Jumper/Type H « 70e anniversaire » …
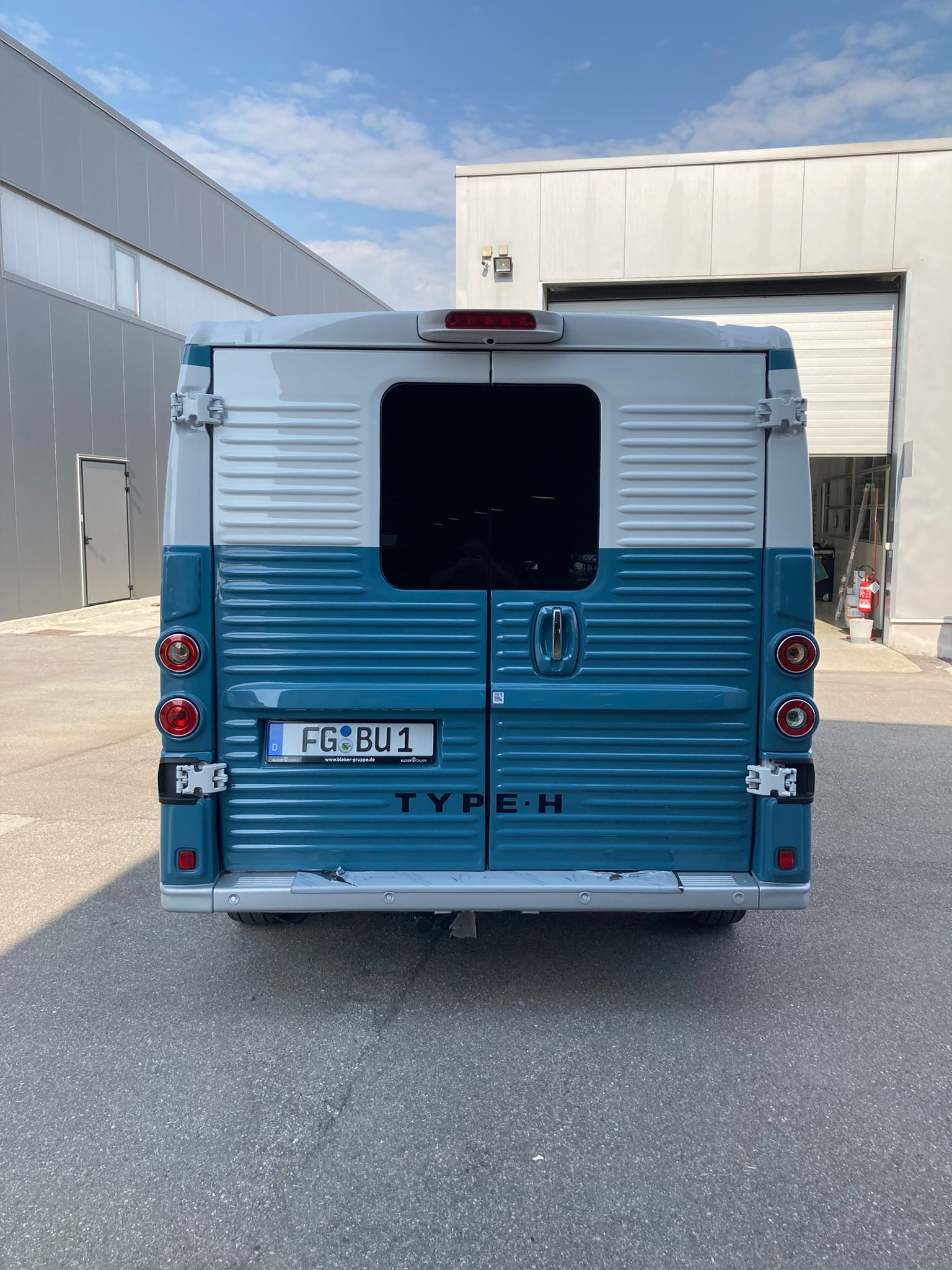
… à la sortie des ateliers Caselani …
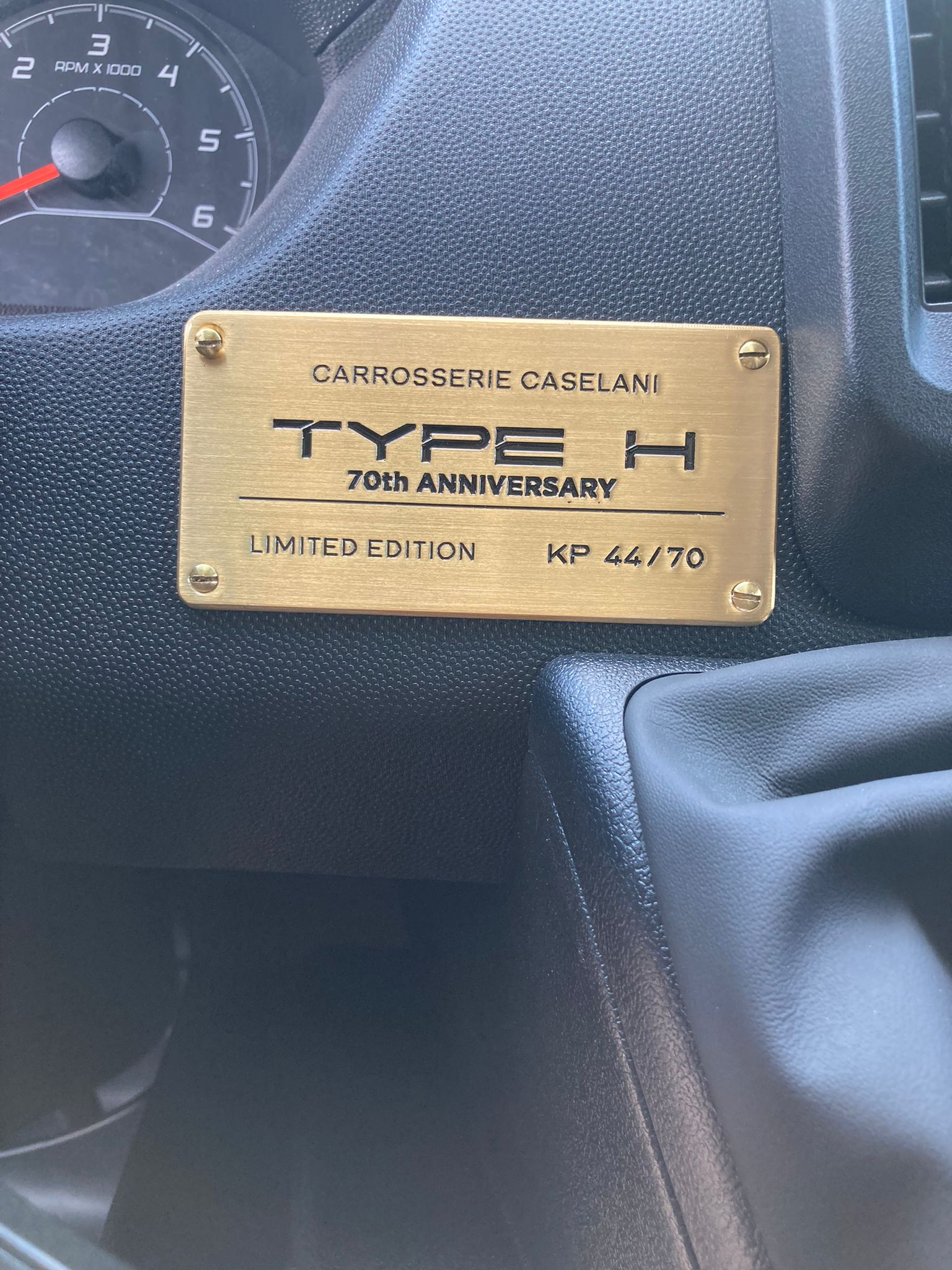
… à Sospiro.

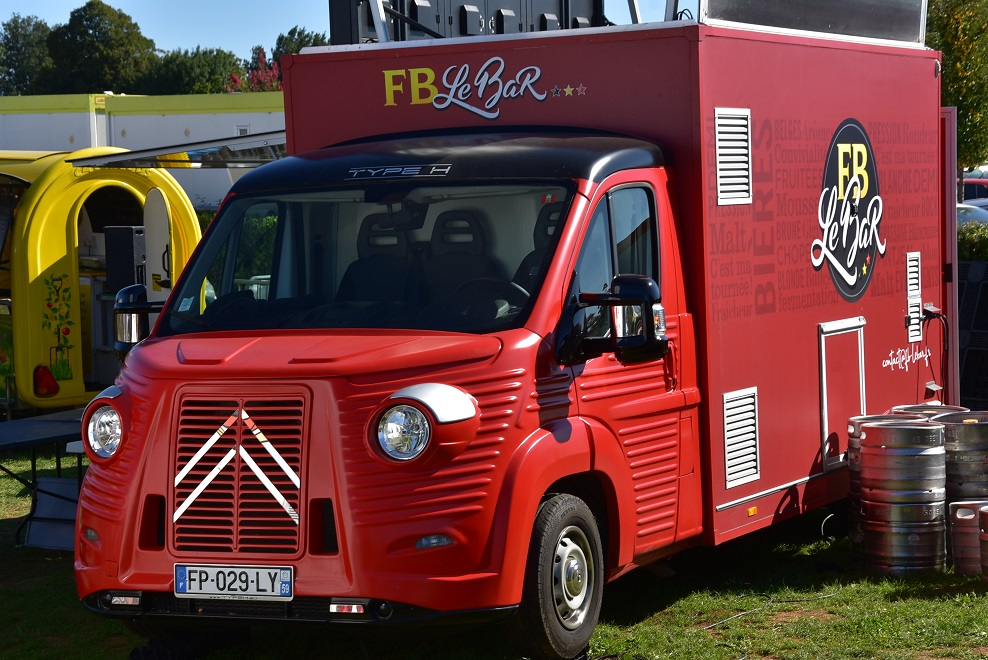
Un Fiat Ducato III modifié en Type H de Caselani.
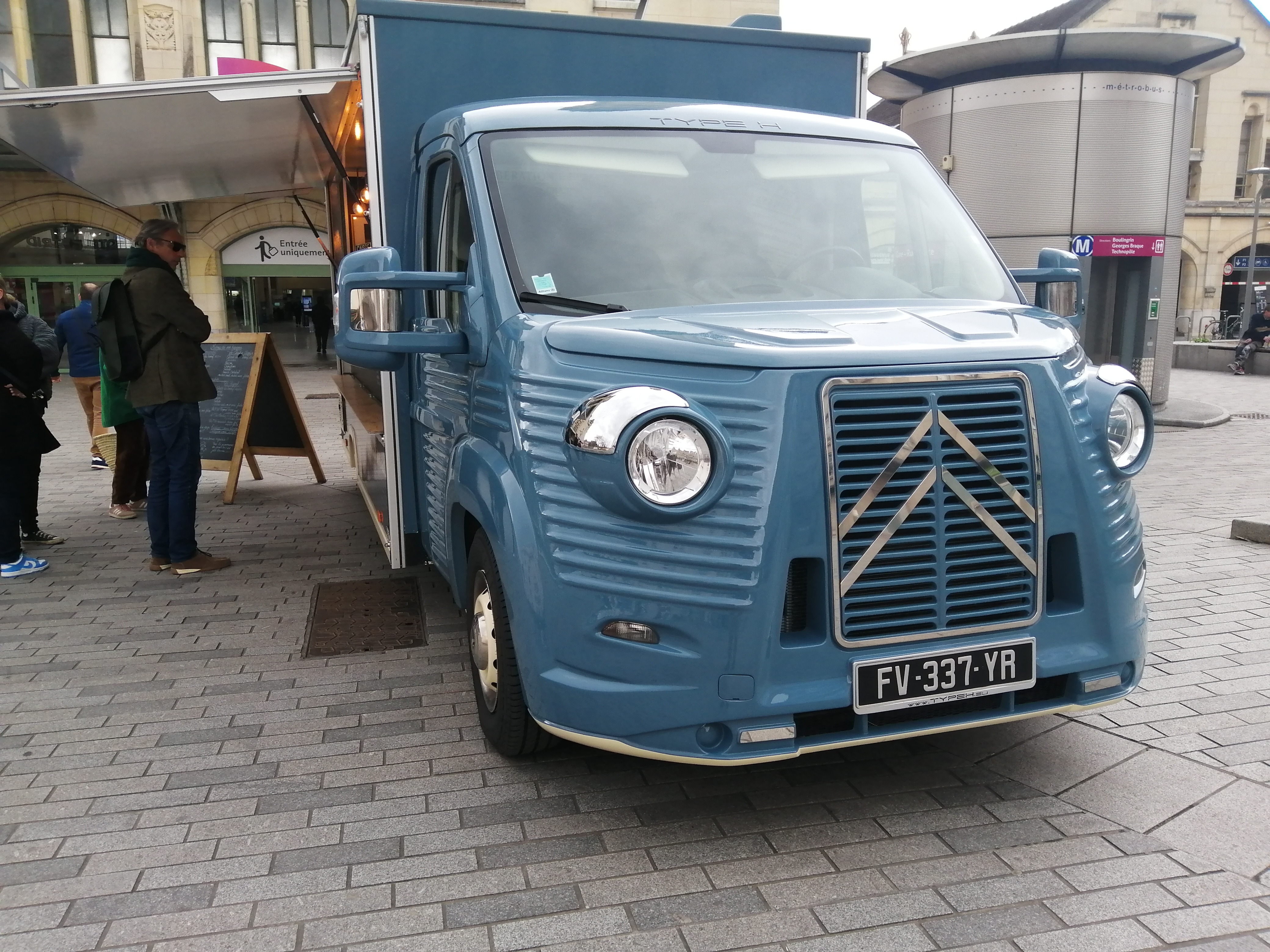
Citroën Jumper habillé en Type H par Caselani (2023). Ici, une version food truck devant la gare de Rouen.
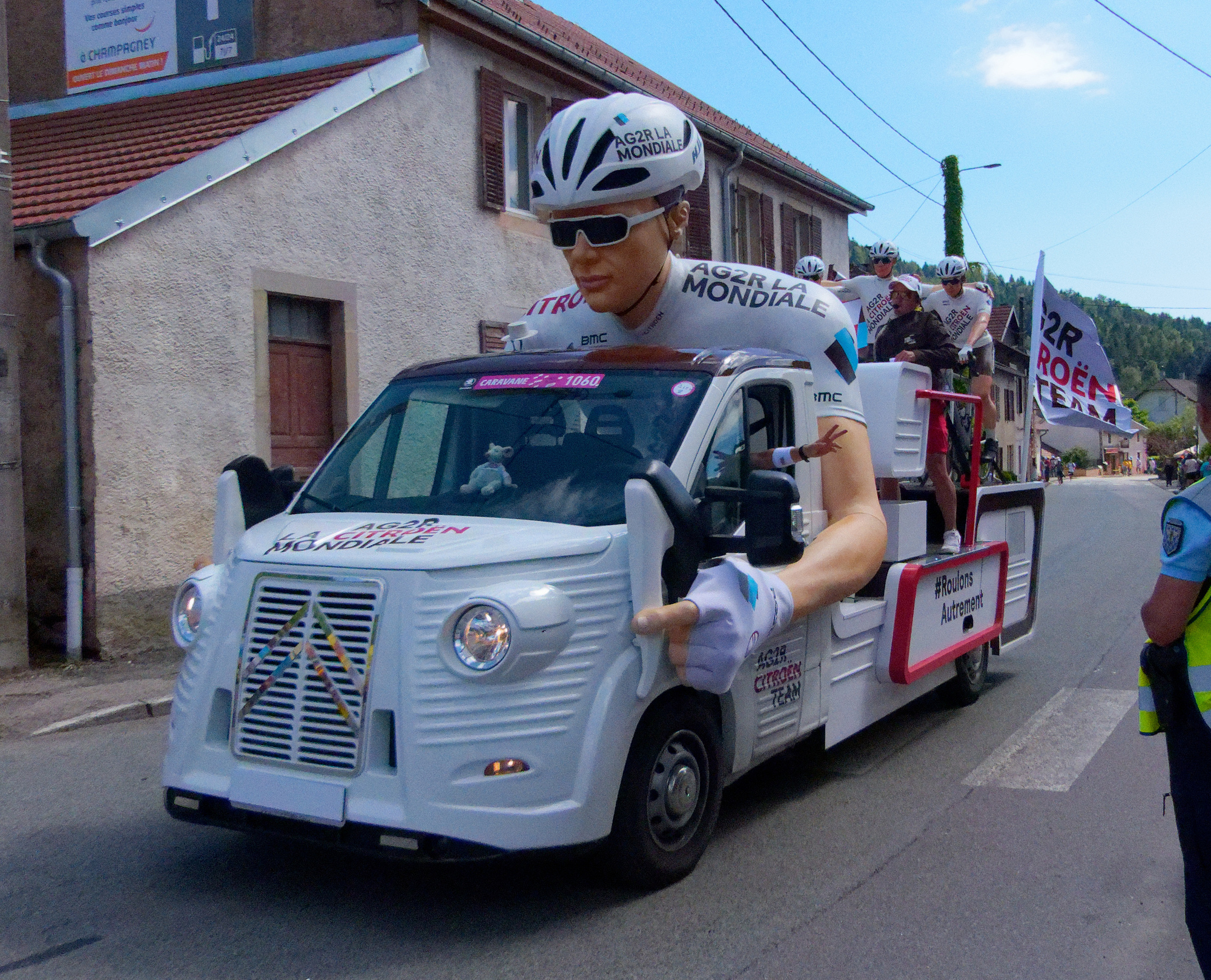
Citroën Jumper/Type H de la caravane du Tour de France lors de l'édition 2022 à Plancher-les-Mines.

Mais aussi le Jumpy/Spacetourer en Type HG
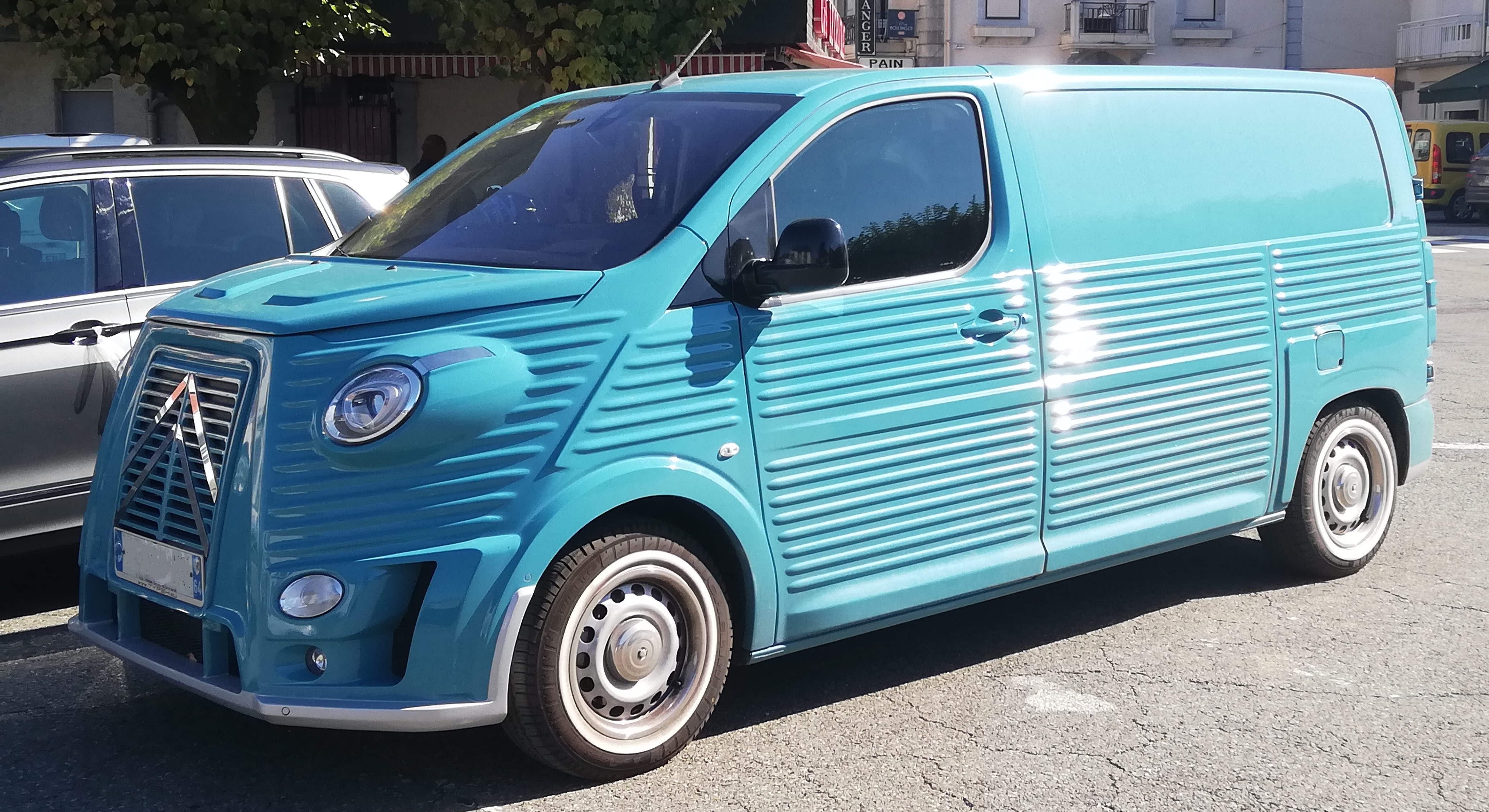
Un Citroën Spacetourer avec le kit carrosserie Type HG.
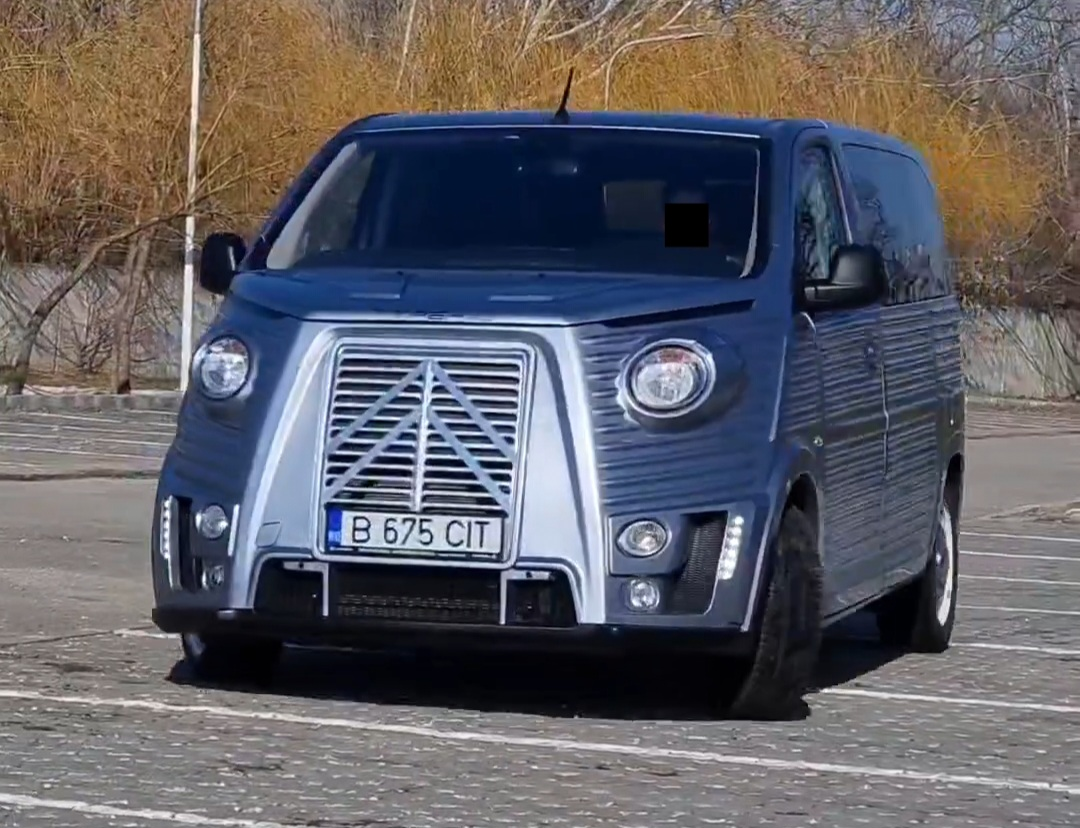
Face avant du Spacetourer-HG.
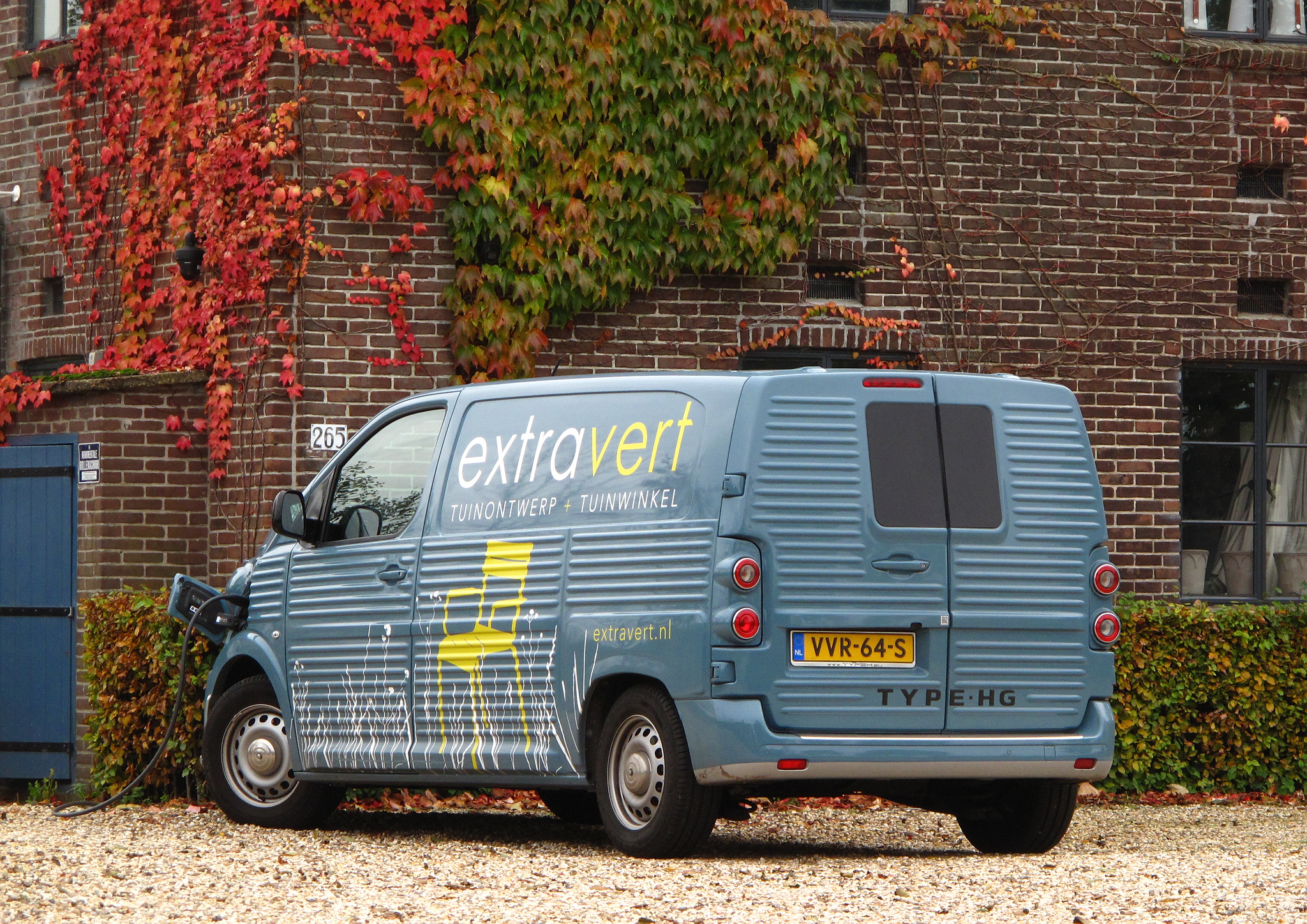
Vue arrière d'un ë-Spacetourer-HG électrique en charge.
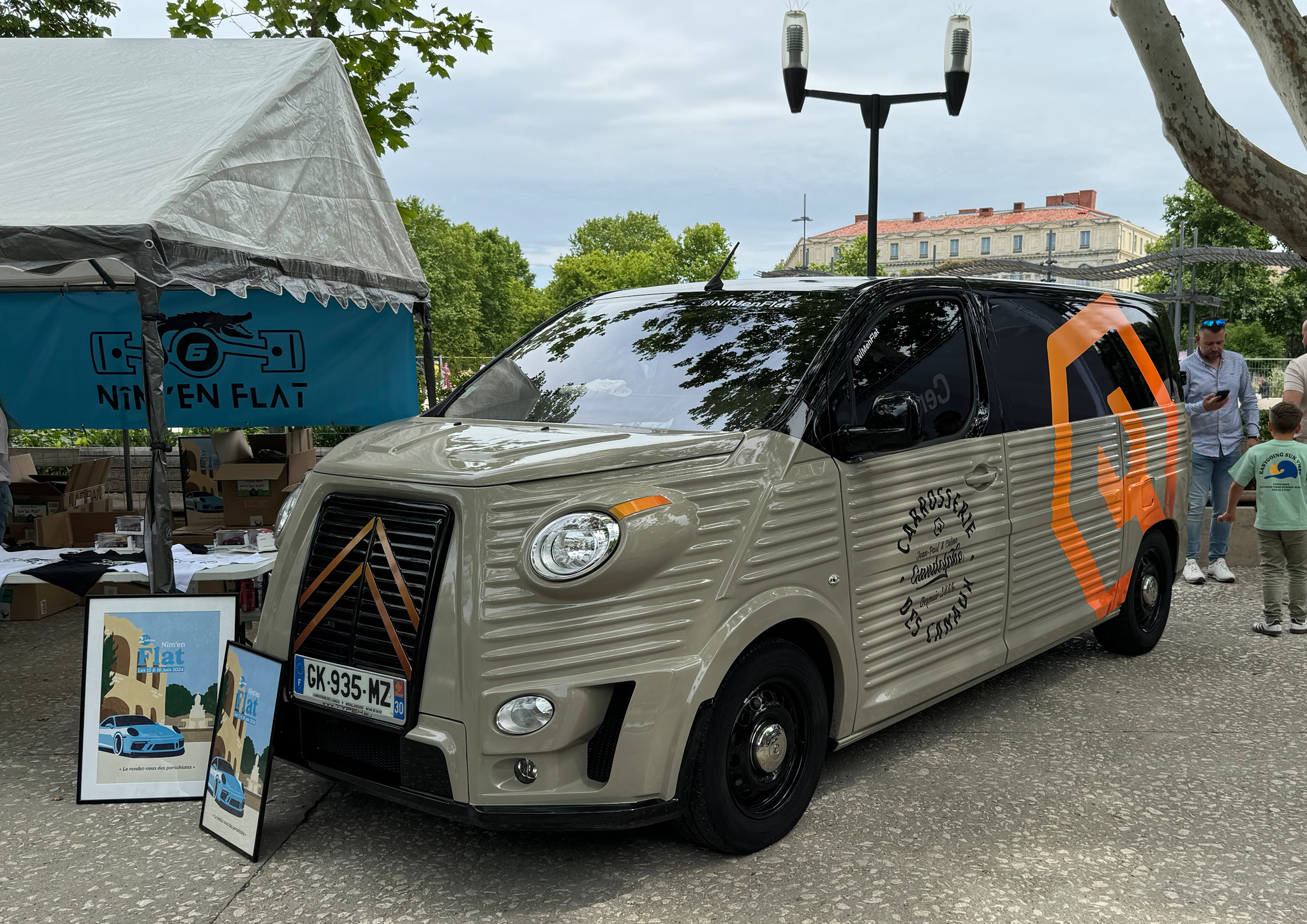
Un Spacetourer 2.0 HDiF Type HG à Nîmes en 2022.
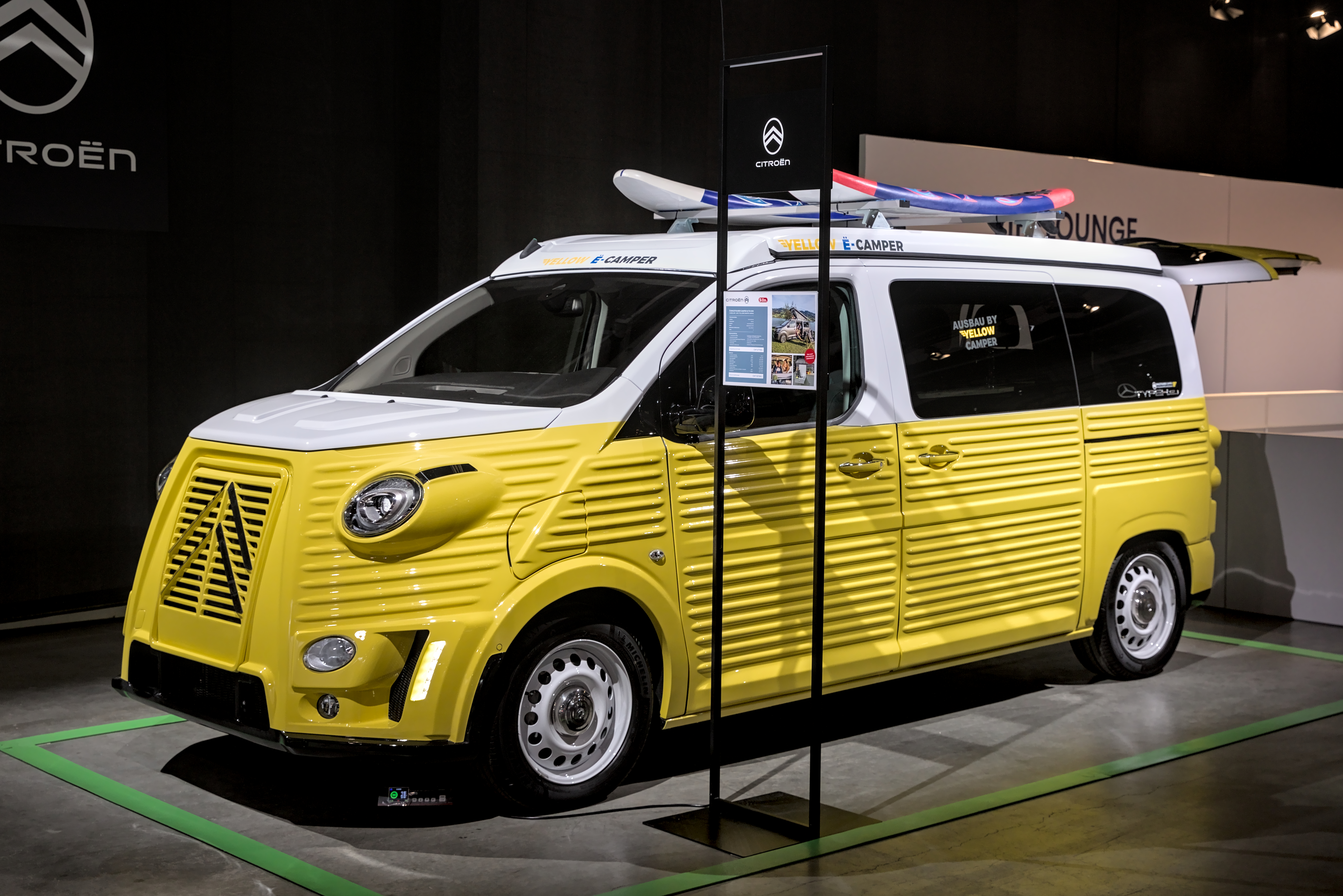
Un Type HG Yellow Ë-Camper au Salon Auto Zuerich en 2023.